# Roy Andrew Miller
Roy Andrew Miller (Winona, 5 september 1924 – Honolulu, 22 augustus 2014) is een Amerikaans linguïst met als specialisatie de Altaïsche talen Japans, Koreaans en Tibetaans. Daarnaast was hij sinoloog.
Miller behaalde zijn doctorstitel in Chinees en Japans aan de Columbia-universiteit in New York. Zijn werk aan het begin van de jaren 50 bestond grotendeels uit het Chinees en Tibetaans. In 1969 schreef hij het lemma van de Tibeto-Birmaanse talen in Zuid-Azië voor de Encyclopædia Britannica.
Hij was professor linguïstiek aan de International Christian University in Tokio van 1955 tot 1963. Daaropvolgend onderwees hij aan de Yale-universiteit tussen 1964 en 1970 en was hij voorzitter van de afdeling van Oost- en Zuid-Aziatische talen en literatuur. Van 1970 tot 1989 voerde hij een vergelijkbare post uit aan de Universiteit van Washington in Seattle. Daarna onderwees hij in Europa, voornamelijk in Duitsland en Scandinavië.
Miller schreef in grote mate over het Japans, van A Japanese Reader (1963) en The Japanese Language (1967) tot Japanese and the Other Altaic Languages (1971) en Nihongo: In Defense of Japanese (1986). Later verbreedde hij zijn werkveld door het Koreaans zowel aan het Japans en de Altaïsche talen te verbinden. Hierover schreef hij Languages and History:  Japanese, Korean, and Altaic (1996). 